# Aldrichia ehrmanii
Aldrichia ehrmanii es una especie de mosca del género Aldrichia, de la familia Bombyliidae, orden Diptera. Fue descrita por Coquillett en 1894.
Mide aproximadamente 8 mm de longitud. Se distribuye por América del Norte: Estados Unidos y Canadá.